# Cosme Echevarrieta Lascurain
Cosme de Echevarrieta y Lascurain (Bilbao, 1842-Deusto, 1903) va ser un polític i home de negocis espanyol, important figura del republicanisme a la seva ciutat natal.

## Biografia
Nascut a la ciutat biscaïna de Bilbao el 28 de setembre de 1842, va ser soci de Bernabé Larrinaga en un negoci miner, el grup "Echevarrieta y Larrínaga", de notable èxit. A mitjan dècada de 1860 va entrar en l'escena política amb els demòcrates. Defensor dels furs, va acabar inscrit en el republicanisme. Va ser regidor de l'ajuntament de Bilbao i va obtenir acta de diputat pel districte de Bilbao a les eleccions de 1873. Al llarg de la seva vida va col·laborar a publicacions periòdiques com El Eco Bilbaíno, Laurac-Bat, La Verdad de los Fueros o La Guerra, va morir a Deusto el 28 de febrero de 1903. Després de la seva mort, heretaria la direcció de la Casa Echevarrieta y Larrinaga el seu fill Horacio Echevarrieta Maruri.